# ۷۱۲ (قمری)
۷۱۲ (قمری)، هفتصد و دوازدهمین سال در گاهشماری هجری قمری است. اول محرم این سال برابر با هفدهم مه سال ۱۳۱۲ میلادی است.

## وابسته
- تاریخ وصاف